# Pista Vecchio Mercato
La Pista Vecchio Mercato è un palazzetto dello sport di Sarzana in provincia della Spezia in Liguria.
Il palasport è utilizzato dall'Hockey Sarzana per la disputa delle partite casalinghe.